# 池見
池見（いけみ）は、愛知県名古屋市天白区の地名。現行行政地名は池見一丁目及び池見二丁目。住居表示未実施。

## 地理
名古屋市天白区西部に位置する。東は元八事三丁目、西は瑞穂区、南は元八事一丁目・元八事二丁目、北は表台・表山三丁目に接する。

## 歴史

### 町名の由来
字池之内・東広見・西広見から池と見を採った命名であるという。広見は広い田を意味するという。

### 沿革
- 1961年（昭和36年）4月22日 - 下八事土地区画整理組合の設立が認可される[WEB 6]。
- 1971年（昭和46年）10月20日 - 昭和区天白町八事の一部により、同区池見一丁目および池見二丁目がそれぞれ成立する[1]。
- 1975年（昭和50年）2月1日 - 天白区編入に伴い、同区池見一丁目・池見二丁目となる[1]。
- 1977年（昭和52年）1月15日 - 天白町八事の一部を一丁目に編入する[1]。
- 1980年（昭和55年）10月26日 - 天白町八事の一部を一丁目および二丁目にそれぞれ編入する[1]。

## 世帯数と人口
2019年（平成31年）1月1日現在の世帯数と人口は以下の通りである。
| 丁目       | 世帯数  | 人口    |
| ---------- | ------- | ------- |
| 池見一丁目 | 386世帯 | 964人   |
| 池見二丁目 | 561世帯 | 1,314人 |
| 計         | 947世帯 | 2,278人 |

### 人口の変遷
国勢調査による人口の推移
| 2000年（平成12年） | 2,264人 | [ WEB 7 ]  |  |
| 2005年（平成17年） | 2,207人 | [ WEB 8 ]  |  |
| 2010年（平成22年） | 2,155人 | [ WEB 9 ]  |  |
| 2015年（平成27年） | 2,208人 | [ WEB 10 ] |  |

## 学区
市立小・中学校に通う場合、学校等は以下の通りとなる。また、公立高等学校に通う場合の学区は以下の通りとなる。
| 丁目       | 番・番地等 | 小学校                 | 中学校                 | 高等学校 |
| ---------- | ---------- | ---------------------- | ---------------------- | -------- |
| 池見一丁目 | 全域       | 名古屋市立八事東小学校 | 名古屋市立御幸山中学校 | 尾張学区 |
| 池見二丁目 | 全域       | 名古屋市立八事東小学校 | 名古屋市立御幸山中学校 | 尾張学区 |

## 施設
- 池之内公園

1971年（昭和46年）4月1日供用開始。
- 池見公園

1970年（昭和45年）4月1日供用開始。

## その他

### 日本郵便
- 郵便番号 : 468-0067[WEB 3]（集配局：天白郵便局[WEB 14]）。

### WEB
1. ↑  “愛知県名古屋市天白区の町丁・字一覧”.   人口統計ラボ. 2017年10月7日閲覧。
2. 1 2  “町・丁目(大字)別、年齢(10歳階級)別公簿人口(全市・区別)”.   名古屋市 (2019年1月23日). 2019年1月23日閲覧。
3. 1 2  “郵便番号”.  日本郵便. 2019年2月10日閲覧。
4. ↑  “市外局番の一覧”.   総務省. 2019年1月6日閲覧。
5. 1 2  名古屋市役所市民経済局地域振興部住民課町名表示係 (2015年10月21日). “天白区の町名一覧”.   名古屋市. 2017年10月7日閲覧。
6. ↑  名古屋市土地区画整理組合等一覧 - 公益財団法人名古屋まちづくり公社. 2020年9月14日閲覧.
7. ↑  名古屋市役所総務局企画部統計課統計係 (2005年7月1日). “（刊行物）名古屋の町(大字)・丁目別人口 (平成12年国勢調査) 天白区” (xls). 2017年10月8日閲覧。
8. ↑  名古屋市役所総務局企画部統計課統計係 (2007年6月29日). “平成17年国勢調査　名古屋の町(大字)別・年齢別人口 天白区” (xls). 2017年10月8日閲覧。
9. ↑  名古屋市役所総務局企画部統計課統計係 (2012年6月29日). “平成22年国勢調査　名古屋の町(大字)別・年齢別人口 天白区” (xls). 2017年10月8日閲覧。
10. ↑  名古屋市役所総務局企画部統計課統計係 (2017年7月7日). “平成27年国勢調査　名古屋の町(大字)別・年齢別人口” (xls). 2017年10月8日閲覧。
11. ↑  “市立小・中学校の通学区域一覧”.   名古屋市 (2018年11月10日). 2019年1月14日閲覧。
12. ↑  “平成29年度以降の愛知県公立高等学校（全日制課程）入学者選抜における通学区域並びに群及びグループ分け案について”.   愛知県教育委員会 (2015年2月16日). 2019年1月14日閲覧。
13. 1 2  “都市公園の名称、位置及び区域並びに供用開始の期日” (2019年5月1日). 2019年11月3日閲覧。
14. ↑  郵便番号簿 平成29年度版 - 日本郵便. 2019年02月10日閲覧 (PDF)

### 文献
1. 1 2 3 4 5  名古屋市計画局 1992, p. 875.
2. 1 2  「角川日本地名大辞典」編纂委員会 1989, p. 1473.
3. 1 2  名古屋市計画局 1992, p. 682.